# 测定索座
測定索座（源自拉丁文the log and line）是約翰·波德在1801年創建，意圖取代尼可拉·路易·拉卡伊在稍早（1750年代）創建的羅盤座。測定索是在船尾放入水中的一串繩索，用來測定船的速度。其他的天文學家都未曾使用這個名稱。

## 外部連結
- Lochium Funis Ian Ridpath's Star Tales （页面存档备份，存于）.